# Bazyli II Kamater
Bazyli II Kamater, gr. Βασίλειος Β΄ Καματηρός, Basileios II Kamatēros – patriarcha  Konstantynopola w latach 1183–1186.

## Życiorys
Bazyli pochodził z arystokratycznego rodu Kamaterów. Był bratem Eufrozyny Dukainy Kamateriny. W służbie cesarza Manuela I Komnena (1143–1180) posłował między innymi do Rajmunda z Antiochii w sprawie ślubu cesarza z jego córką Marią. Po katastrofalnej misji we Włoszech popadł w niełaskę, został oślepiony i wygnany. Z wygnania sprowadził go do kraju nowy cesarz Andronik I Komnen, tak jak i on wygnany wcześniej przez Manuela I na Ruś.
Ze względu na brak porozumienia z patriarchą Teodozjuszem I, który między innymi sprzeciwiał się, ze względu na zbyt bliskie pokrewieństwo, małżeństwu córki cesarza, Ireny z nieślubnym synem Manuela I, Aleksym, a także był przeciwny wygnaniu cesarzowej-wdowy Marii z Antiochii, Andronik I złożył go z urzędu patriarchy i powołał w jego miejsce Bazylego.
Bazyli już jako patriarcha udzielił zgody na zamierzony przez cesarza ślub Ireny z Aleksym. Jesienią 1183 r. po zamordowaniu przez Andronika I młodego współcesarza Aleksego II Komnena wyraził zgodę na małżeństwo 65-letniego cesarza z 13-letnią wdową po zabitym cesarzu, Marią. Na synodzie we wrześniu 1183 r. zwolnił Andronika II z przysiąg danych Manuelowi I i jego synowi Aleksemu II. Udzielił też generalnego rozgrzeszenia tym wszystkim, którzy dopomogli Andronikowi II w objęciu władzy, w tym również mordercom młodego Aleksego II. Stosując się do żądań cesarza przerzucał duchowieństwo z jednej katedry do drugiej. Po wybuchu powstania przeciw Andronikowi I, Bazyli obawiając się o utrzymanie stolicy patriarszej ukoronował na cesarza Izaaka II Angelosa (12 września 1185), pomimo tego, że Andronik był jeszcze cesarzem. Kilka miesięcy później i tak został złożony z urzędu. W kwietniu 1186 r. został skazany przez synod za udzielenie zgody na ślub Ireny i Aleksego Komnenów.